# Минойская керамика

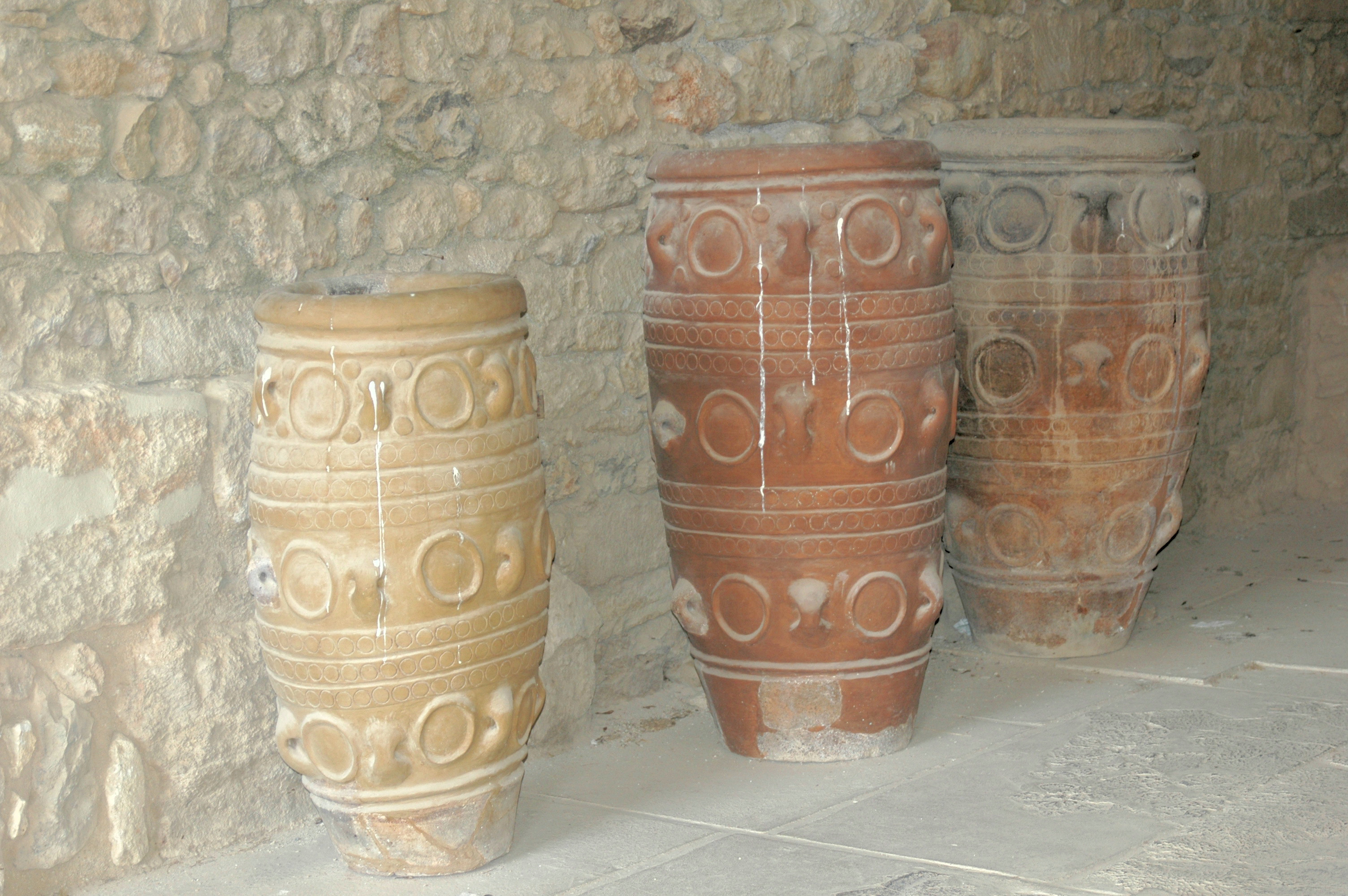
«Пифосы с медальонами» в Кносском дворце. Названные так по выпуклым дискам, они относятся к среднеминойскому III или позднеминойскому IA периоду.

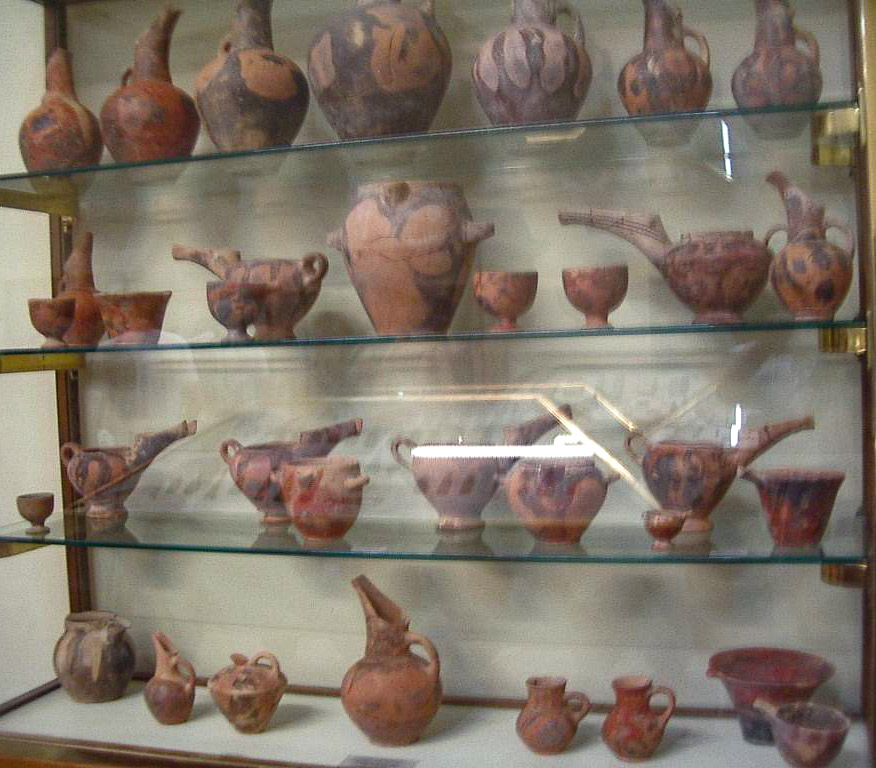
Раннеминойская керамика, Археологический музей Ираклиона в Ираклионе.

Минойская керамика — характерная керамика минойской культуры бронзового века на Крите. Отличается большим разнообразием художественных стилей — как вазописи, так и оформления сосудов. Благодаря такому разнообразию датировка периодов развития минойской культуры, которую впервые предложил Артур Эванс в начале XX века, основана на стилях минойской керамики (позднее её Н. Платон на основании истории развития Кносского дворца). В настоящее время получает распространение новый метод, основанный на геологическом анализе грубых, обычно недекорированных обломков керамики.
Критская керамика пользовалась широким спросом за пределами острова. Сосуды с маслом и благовониями были обнаружены на различных островах Эгейского моря, на материковой Греции, на Кипре, на побережье Сирии и Египта, что говорит о широкой сети торговых контактов минойцев. Вершинами минойского искусства являются вазы в стиле Камарес и в морском стиле.

## Происхождение
Ещё в эпоху неолита на территории Крита существовала керамическая традиция.
Исследователи XIX — начала XX века находили сходство между мотивами сосудов бутмирской культуры, представлявших собой, в свою очередь, развитие традиции импрессо, и минойской керамикой стиля Камарес. В настоящее время связь между бутмирской и минойской культурами представляется сомнительной.

## Периодизация
В додворцовую эпоху (2600—1900 гг. до н. э.) керамика имитировала изделия из соломы, дерева и кожи, украшалась прочерченными прутиком узорами из линий и точек. К этому периоду относятся сосуды, найденные в Василиках, представляющие собой кувшины со скошенным («клювообразным») носиком. Также в этот период появляется полихромная керамика.
Керамика стародворцового периода (1900—1700 гг. до н. э.) отличается большим разнообразием и выразительностью. Появляется морской стиль, постоянными становятся изображения волн, спиральных завитков, различных рыб. Керамика этого периода наиболее хорошо известна по вотивным (то есть дарованным богам) предметам, обнаруженным в святилищах в горах.
В новодворцовый период (1700—1350 гг. до н. э.) морской стиль формируется окончательно с присущим ему разнообразием и красочностью (осьминоги, тритоны, морские звезды, улитки, водоросли, различные рыбы и т. д.) Другие стили этого периода — «растительный» (растения и цветы), «декоративный» (спирали, священные символы и оружие) и «дворцовый» (орнамент, расположенный поясами).

## Стили
- Стиль Пиргос назван по одноименному поселению на Крите, недалеко от Василик. Найденные в Пиргосе сосуды относятся к додворцовому периоду (3000-2600 гг до н. э.) Основной формой была чаша на конусообразной ножке. Сосуды этого стиля черные, серые или коричневые, покрыты простым линейным узором. Возможно, данный стиль имитировал дерево. Сосуды, вероятно, выполняли ритуальную функцию, поскольку обнаружены в каменном оссуарии.
- Стиль Агиос-Онуфриос относится к додворцовой эпохе (2600—1900 гг. до н. э.) Для него характерны узоры из тонких параллельных линий красного цвета на белом фоне. Керамика данного стиля представлена кувшинами, двуручными чашками и мисками.
- Стиль Василики характерен для додворцового периода. Был назван по поселению Василики на Крите, где были найдены необычные сосуды. Во-первых, для кувшинов в стиле Василики характерны скошенные («клювообразные») носики. Во-вторых, пятнистый узор создавался путем неравномерного обжига, участки, где температура была более высокой, поверхность становилась более темной. Вероятно, это достигалось прикладыванием раскаленных углей к бокам сосуда.
- Стиль Камарес был распространен в раннедворцовый период минойской культуры (1900—1700 гг. до н. э.). Название дано по имени поселения Камарес на острове Крит, что в переводе с греческого означает «пещера». Орнамент нанесён светлой глиной (ангобом) по тёмному глазурованному фону. Основные мотивы: кривые линии, спирали, кружки, завитки, узоры предельно стилизованных растений: листьев, чашечек цветков. Встречаются пальметты и мотивы волны. Помимо белой использовали жёлтую, оранжевую и ярко-красную краски.
- Растительный стиль характеризуется плавными линиями, изображаются цветы, бутоны и листья, обычно красным и черным цветом по белому фону. Данный стиль появился в новодворцовый период (1700—1350 гг. до н. э.)
- Морской стиль — наиболее узнаваемый из минойских вазописных стилей, его зачатки относятся к более древним эпохам, но развился и окончательно сформировался он в новодворцовый период. Признаки морского стиля — это мотивы с изображением морского мира, прежде всего аргонавтов, осьминогов, кораллов и дельфинов, которые наносились тёмной краской на светлый фон. На вазах в морском стиле также часто встречаются изображения ракушек и наутилусов. Сосуды, выполненные в этом стиле, часто обнаруживают в дворцовых комплексах и культовых объектах, реже в захоронениях.
- Дворцовый стиль оформился около XV века до н.э. и существовал до упадка минойской культуры. Для него характерно микенское влияние. Формы сосудов становятся такими же, как в материковой Греции. Дворцовый стиль сочетает в себе черты предшествующих минойских стилей, но добавляет горизонтальное разделение на пояса, характерное для греческой вазописи. По всей видимости, распространение стиля ограничивалось Кносским дворцом, отсюда его название.

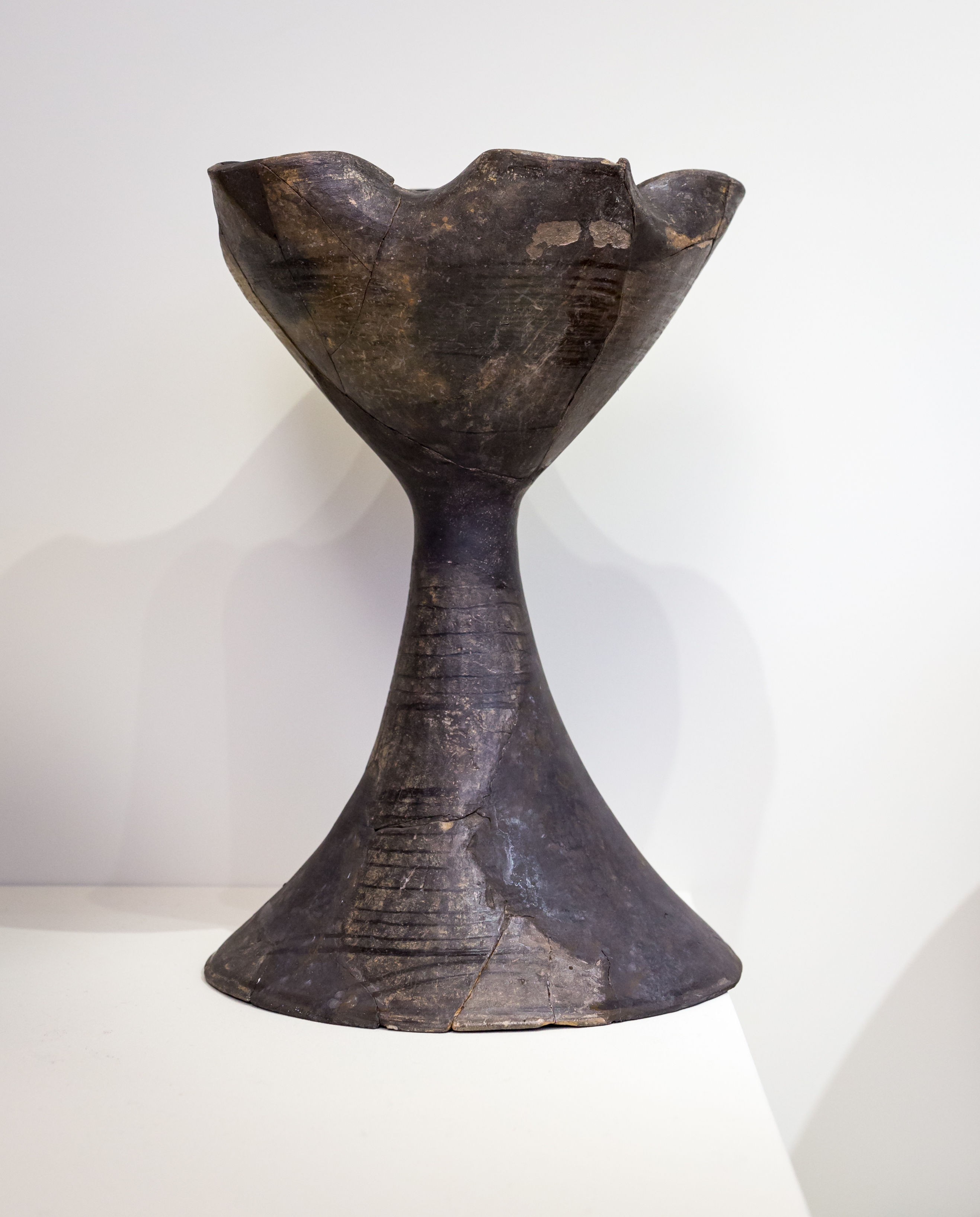
1. Стиль Пиргос
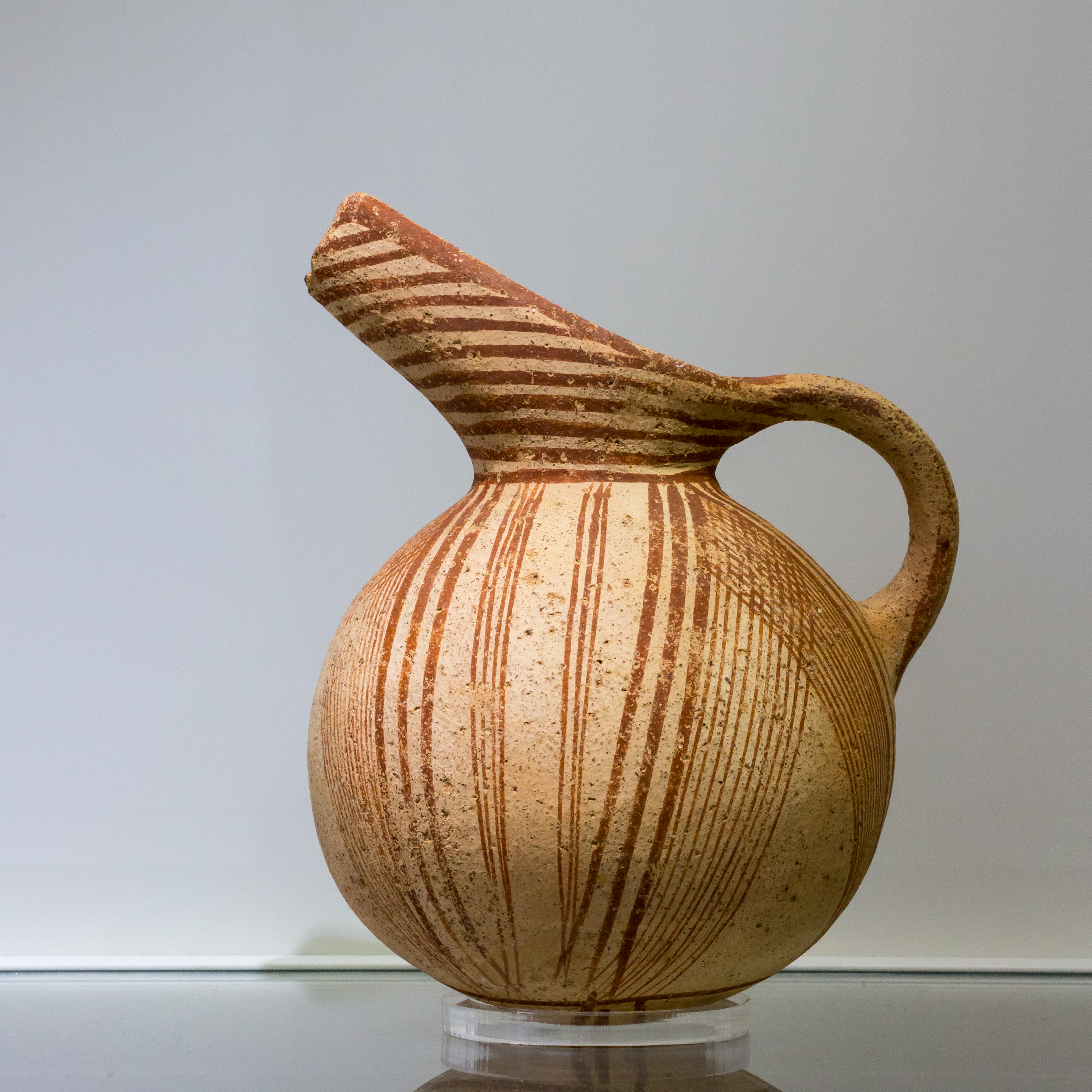
2. Стиль Агиос-Онуфриос
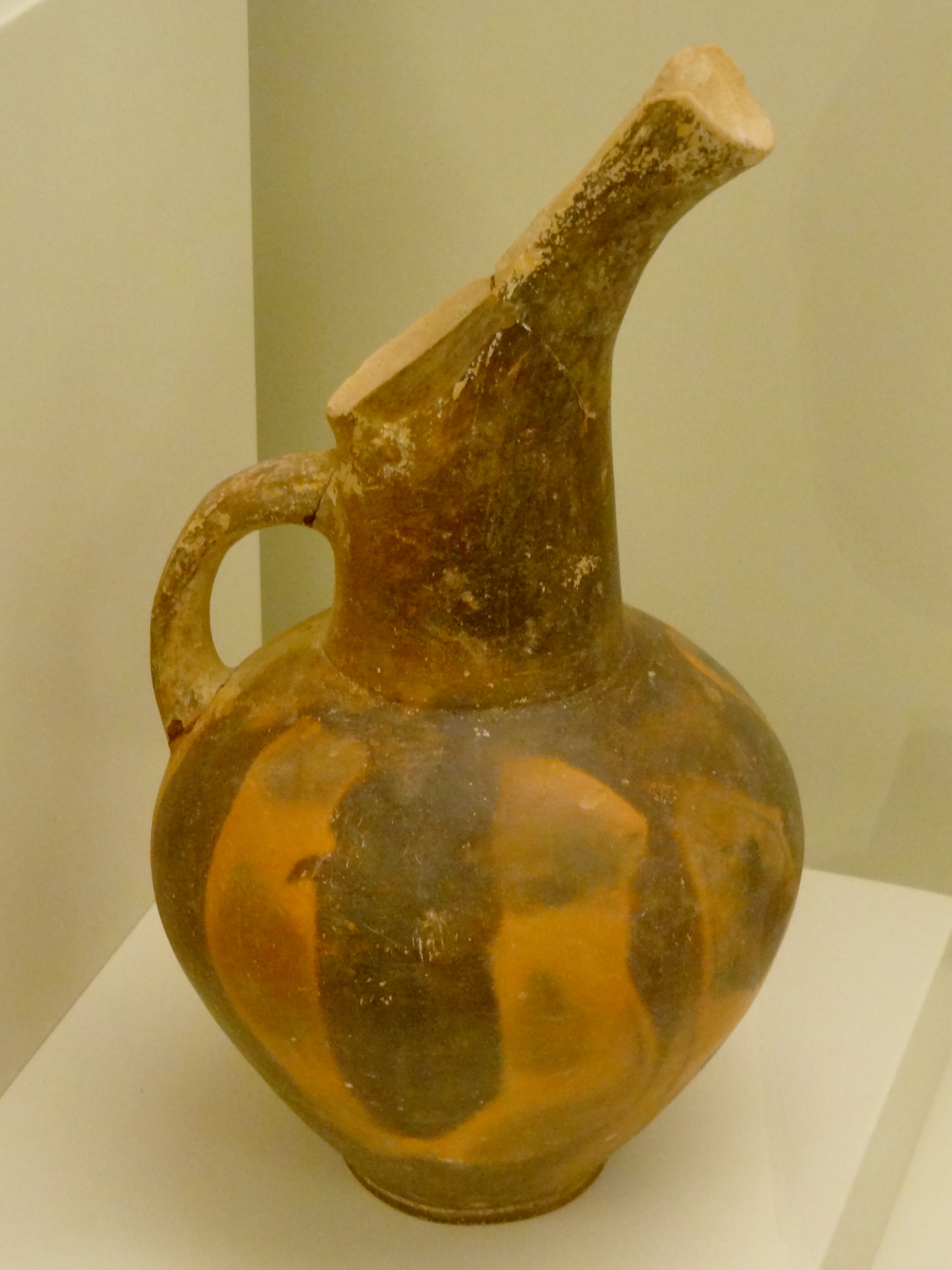
3. Стиль Василики
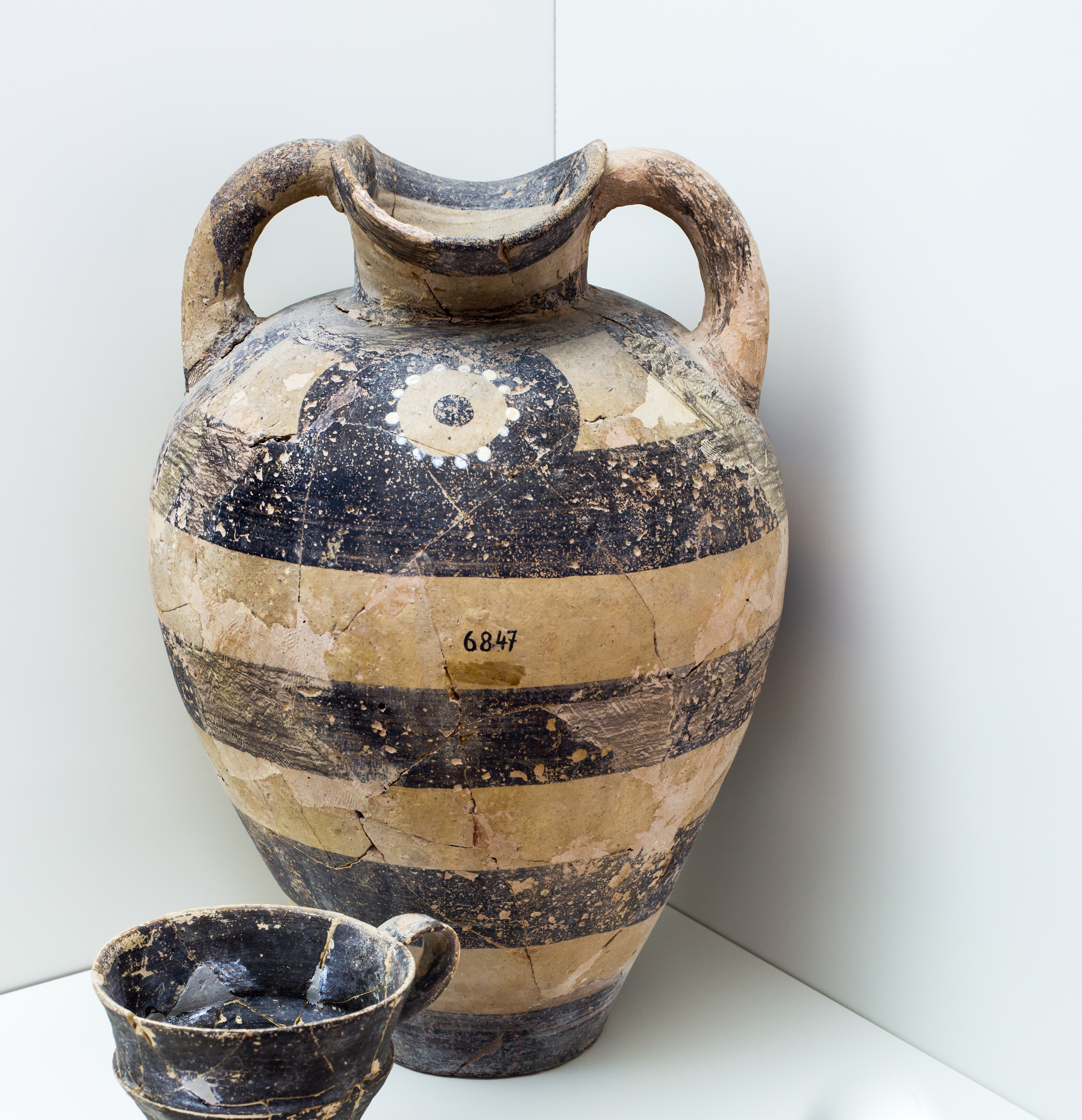
4. Стиль камарес
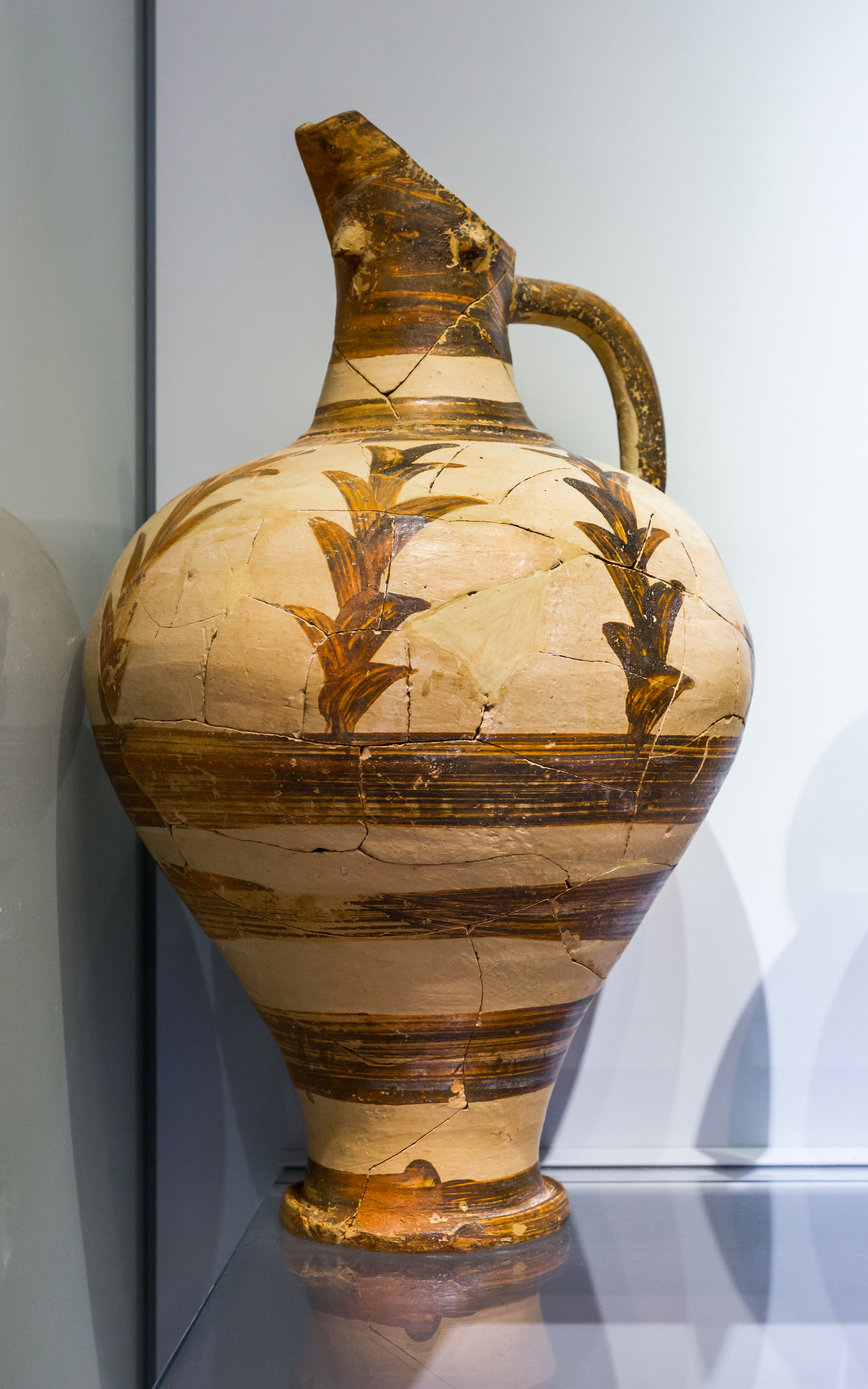
5. Цветочный стиль
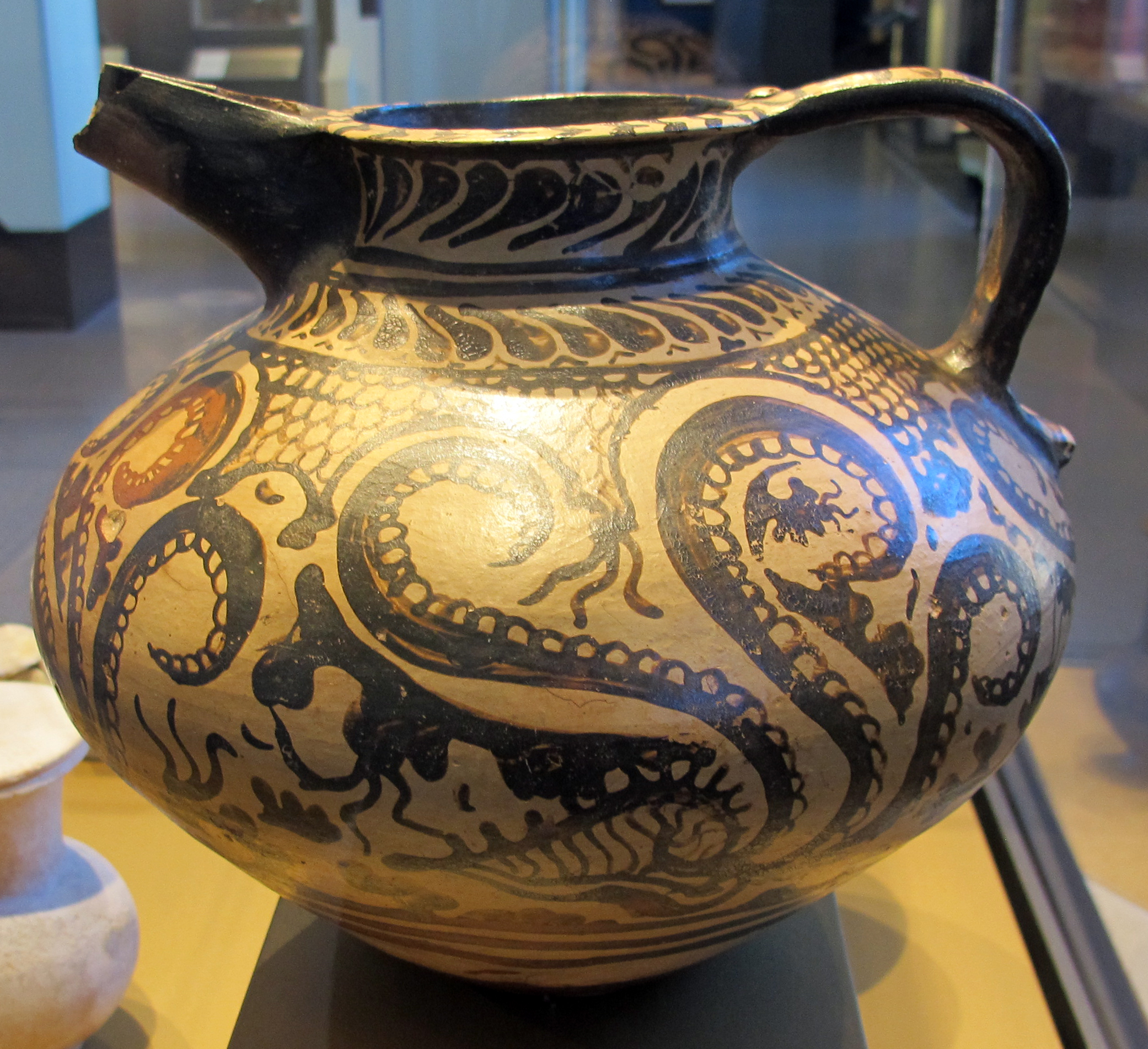
6. Морской стиль
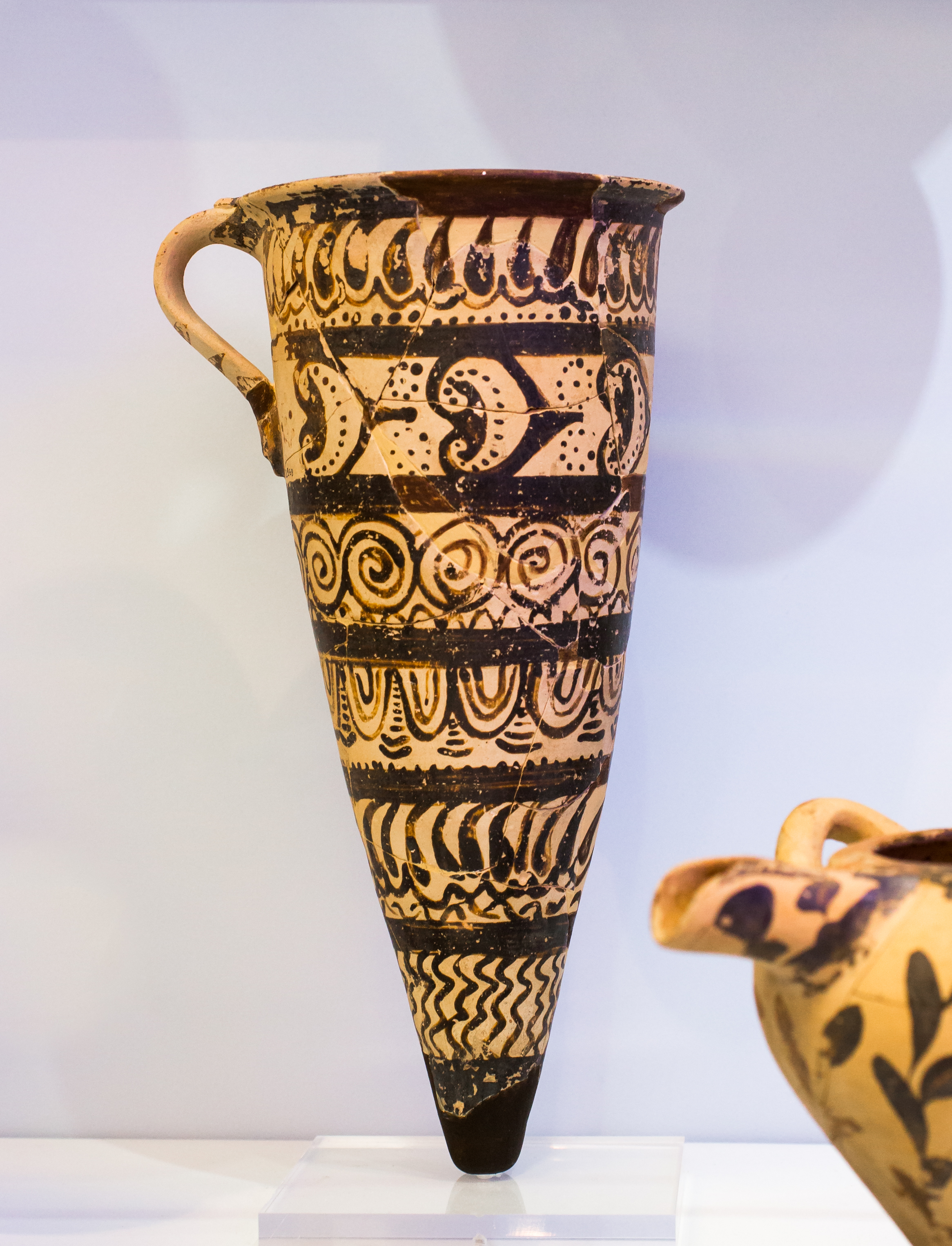
7. Дворцовый стиль